# Джованні Батіста Броккі
Джова́нні Баті́ста Бро́ккі (італ. Giovanni Battista Brocchi; нар. 18 лютого 1772, Бассано-дель-Граппа — 25 вересня 1826, Хартум) — італійський мінералог, геолог та палеонтолог.

## Біографія
Джованні Батіста Броккі народився в Бассано-Дель-Граппа в Італії, і вивчав юриспруденцію в Падуанському університеті, але увага його була прикута до мінералогії і ботаніки. У 1802 році він був призначений професором ботаніки до нового ліцею міста Брешіа, та він, залишаючись вірним собі, в основному займався геологічними дослідженнями в околицях міста. Плоди цих праць відбивалися в різних публікаціях, особливо в його «Trattato mineralogico e chemico sulle miniere di ferro del dipartimento del Mella» (1808) — трактат про залізорудну шахту в Мелле. Ці дослідження принесли йому посаду ревізора по шахтах у нещодавно утвореному Італійському королівстві, що дозволило йому поширити свою наукову роботу на більшу частину території країни.
В 1811 році він написав цінний нарис під назвою «Memoria mineralogica sulla Voile di Fassa in Tirolo»; але його найважливіша праця — це «Conchiologia fossile subapennina con osservazioni geologiche sugli Apennini, e sul suolo adiacente» (Мілан, 1814), що містить точні деталі будови Апеннінського хребта, і опис скам'янілостей італійської третинної системи в порівнянні із сучасними видами, що потім він проілюстрував своїми геогностичними картами, і працею «Galalogo ragionato di una raccolta di rocce, disposto con ordine geografico, per servire al / a geognosia dell lie / ia» (Milan, 1817). Його праця «Dello stato fisico del suolo di Rome» (1820) разом із супроводжуючими картами також заслуговує на увагу. В цій праці він виправляє помилковий погляд Сципіона Брейслака, який вважав, що Рим розташований на вулкані, якому він приписував вулканічні породи, що покривають Сім римських пагорбів. Броккі вказував, що ці породи зобов'язані своїм походженням одному з двох згаслих вулканів: Монте-Альбано або Монте-Чіміно, розташованих неподалік від міста.
Кілька його рукописів з мінералогії надійшли до Італійської бібліотеку між 1816 і 1823 роками. В останні роки життя Броккі подорожував по Єгипту, досліджуючи геологію країни і готуючи звіти про її мінеральні ресурси. Всі кошти для цього були надані Мухаммедом Алі Єгипетським, який в 1825 році призначив Броккі до складу комісії з дослідження недавно завойованих територій султанату Сеннар; але Броккі, на жаль для наукового світу, став жертвою клімату цієї країни, і помер в Хартумі.

## Еволюційні погляди
Броккі цікавило питання про зміну флор і фаун від однієї геологічної епохи до іншої. В 1814 році він висловив ту думку, що ці зміни відбуваються внаслідок старіння груп організмів: кожна така група переживає протягом свого існування бурхливий розквіт, розповсюдження, а потім згасає і зникає з лиця землі (вимирає). Ця ідея досі популярна і має назву «броккізм». Її елементи утримуются в теорії типотрофізма Отто Шиндевольфа.